# نوميدالسلوجين
نوميدالسلوجين هو نهر يقع في مقاطعات فيستفولد وتيليمارك
و فيكن في جنوب شرق النرويج. إنه أحد أطول الأنهار في النرويج.

## موقع
يمتد نوميدالسلوجين لأكثر من 250 كيلومتر (160 ميل) عبر مقاطعات فيستفولد وتيليمارك وفيكن، بدءًا من هضبة هاردانجيرفيدا وتلتقي بالمحيط في لارفيك في فيستفولد. نوميدالسلوجين هو واحد من أطول أنهار النرويج. يمر النهر عبر بلديات لارفيك ولاردال وكونغسبرغ وفليسبرغ ورولاغ و نوره أو يوفدال. تتعاون هذه البلديات في إدارة واستخدام الموارد المتصلة بالنهر في مشاريع مختلفة تحت مظلة Green Valley (Grønn Dal).
يوجد عدد من محطات الطاقة الكهرومائية في النطاق الأعلى من نوميدالسلوجين. تم تطوير معظم إمكانات الطاقة للنهر الرئيسي، باستثناء الامتداد بين Hvittingfoss و Larvik و Godfarfossen في Dagali . استخدمت Nore I kraftverk ، وهي أول محطة للطاقة تم بناؤها في بلدية Nore في Viken ، Norefallene بين Tunhovdfjorden و Rødberg . تم الانتهاء منه في عام 1928 وصممه المعماريان النرويجيان كارل بوخ ولورينتز هاربوي ري. تستخدم Nore II kraftverk القطرة بين سد Rødberg و Norefjord وتم الانتهاء منها في عام 1947.
يُعرف نوميدالسلوجين بكونه موقعًا جيدًا لصيد سمك السلمون، على الرغم من وجود طفيلي معروف باسم Gyrodactylus salaris مؤخرًا في نوميدالسلوجين والذي قد يشكل تهديدًا لمخزون السلمون. من بين أنواع الأسماك الأخرى في نوميدالسلوجين، سمك السلمون المرقط وثعبان البحر والبايك. 

## اسم
العنصر الأول هو اسم نهر نوميدال. العنصر الثاني هو الشكل المحدود لـ låg (نورس ' lǫgr m) «ماء؛ نهر»، لكن النهر كان يُطلق عليه في الأصل Nauma وهو أصل اسم الوادي.

## صالة عرض

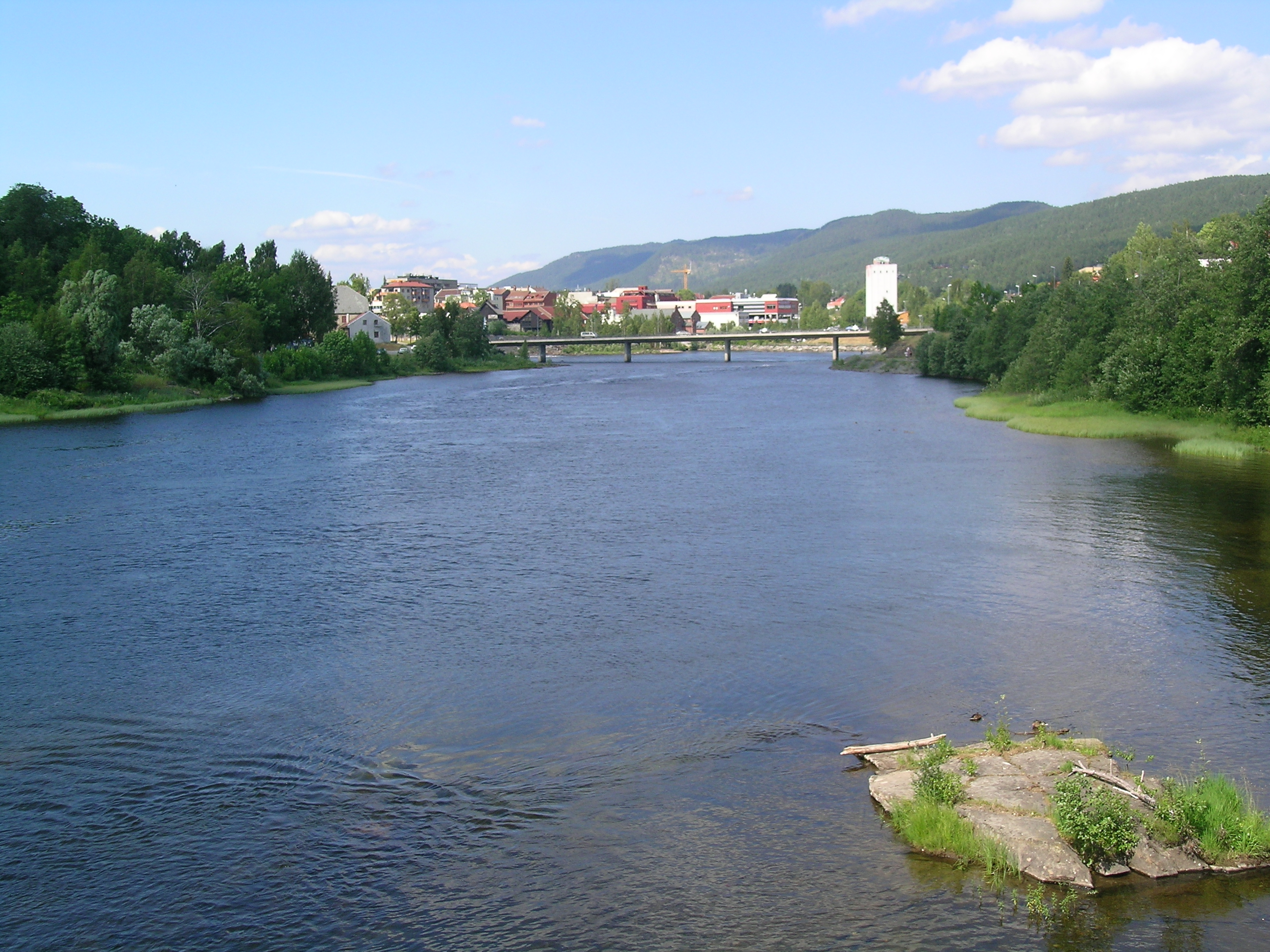
Numedalslågen عبر Kongsberg
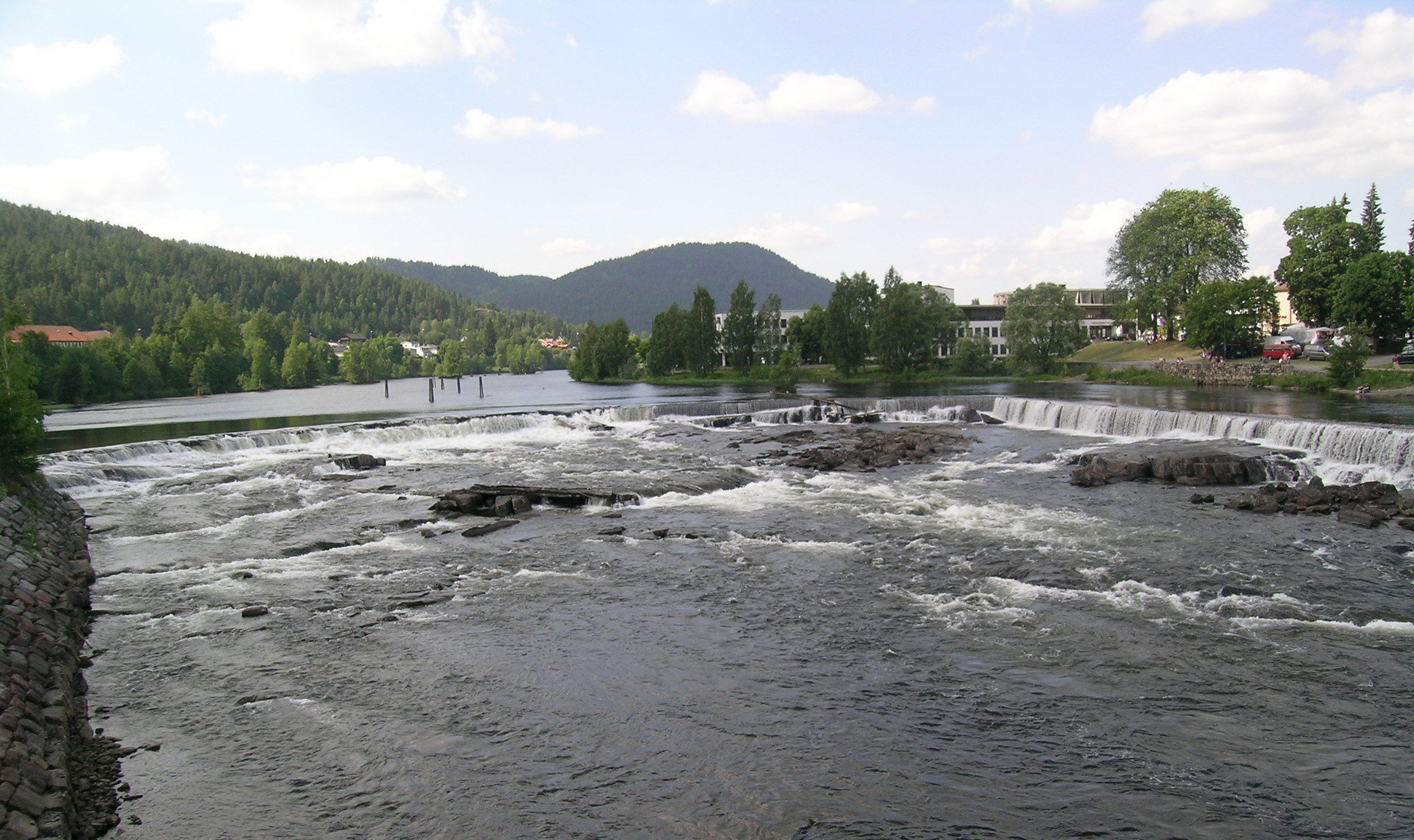
Nybrufoss على Numedalslågen
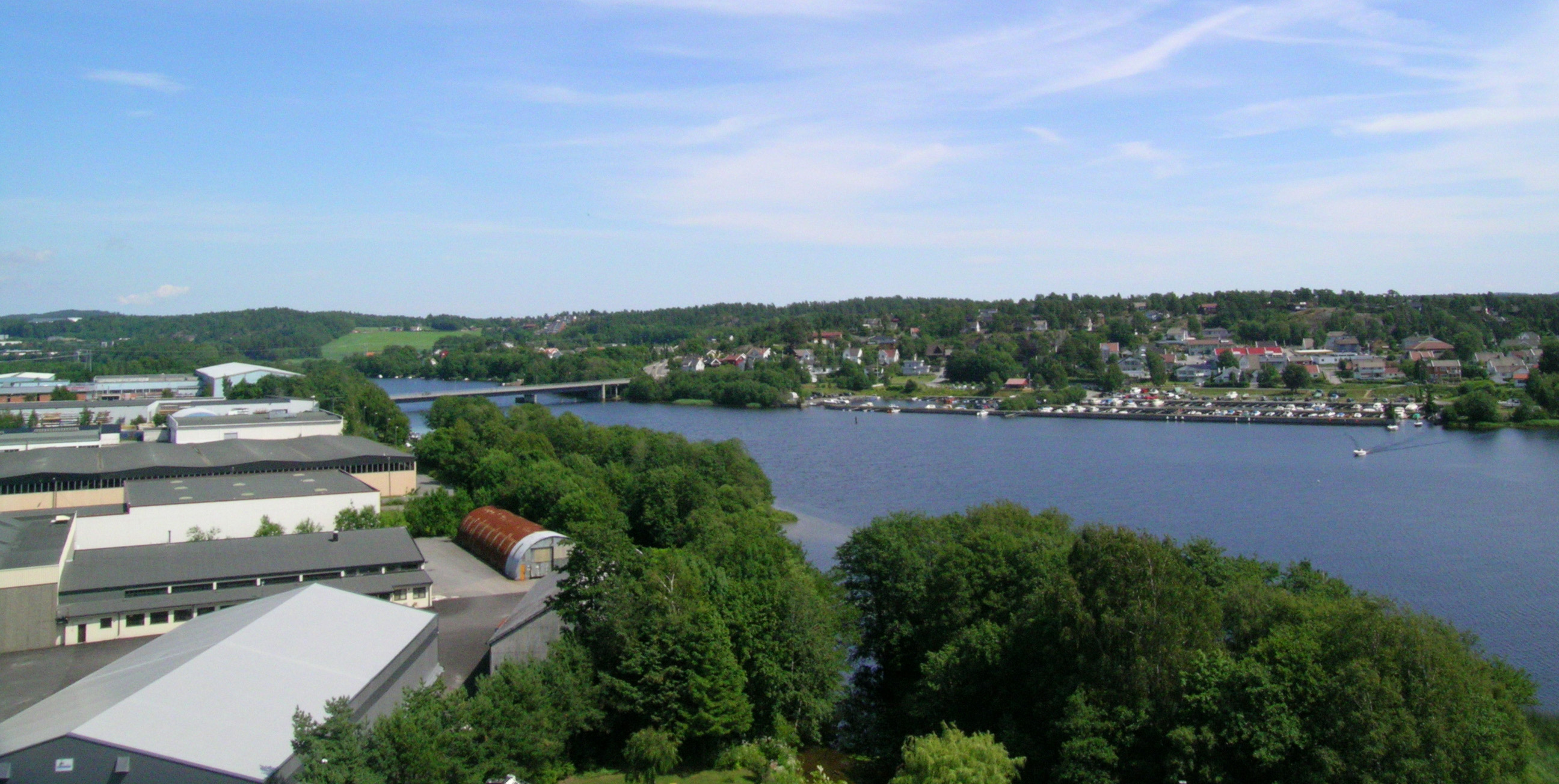
Numedalslågen عبر Larvik
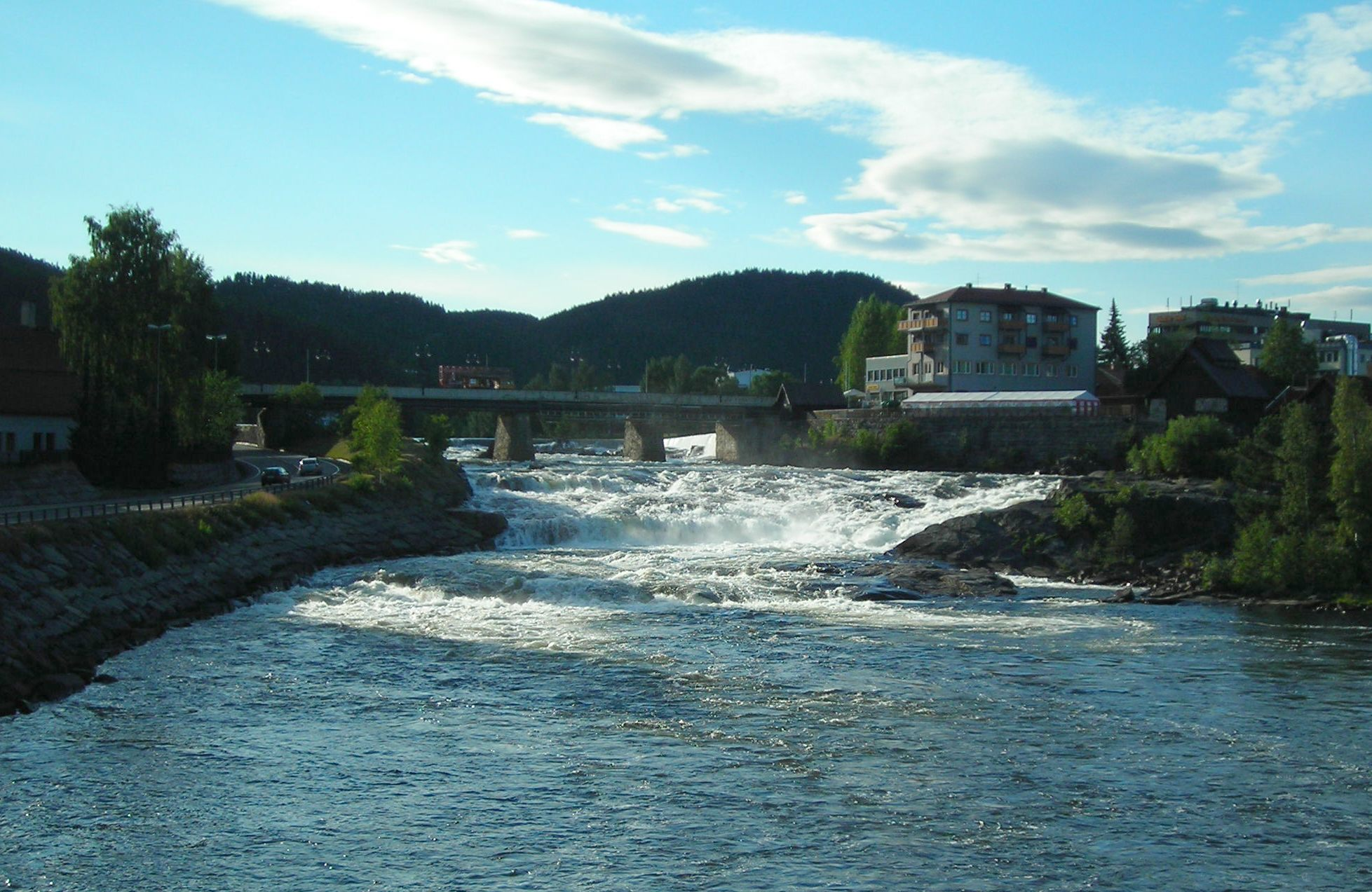
Numedalslågen في Kongsberg
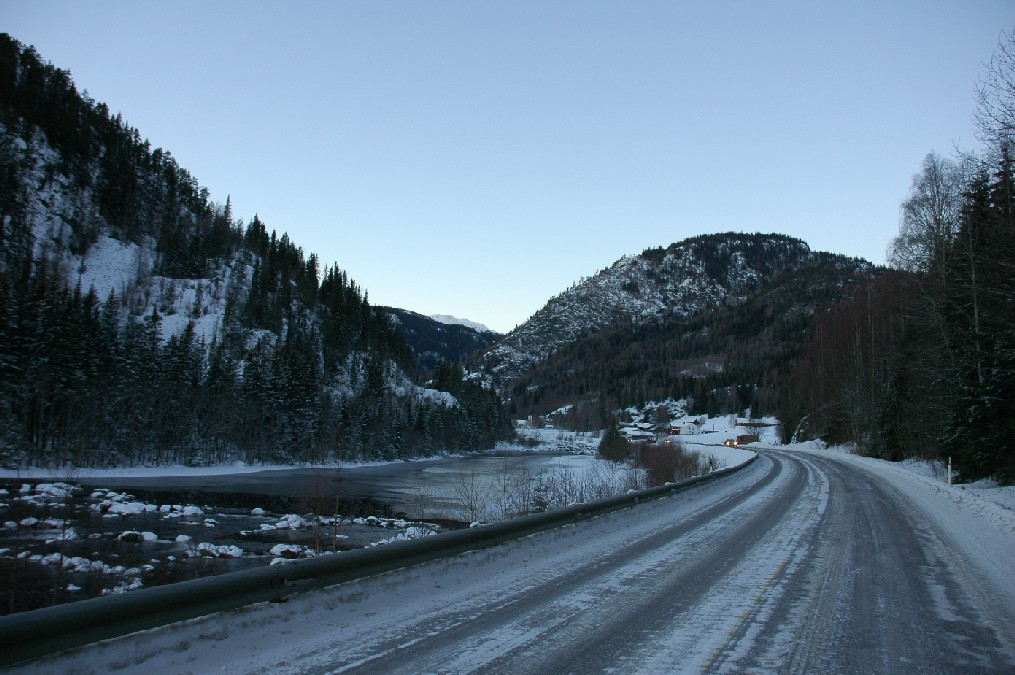
Numedalslågen في Skjønne
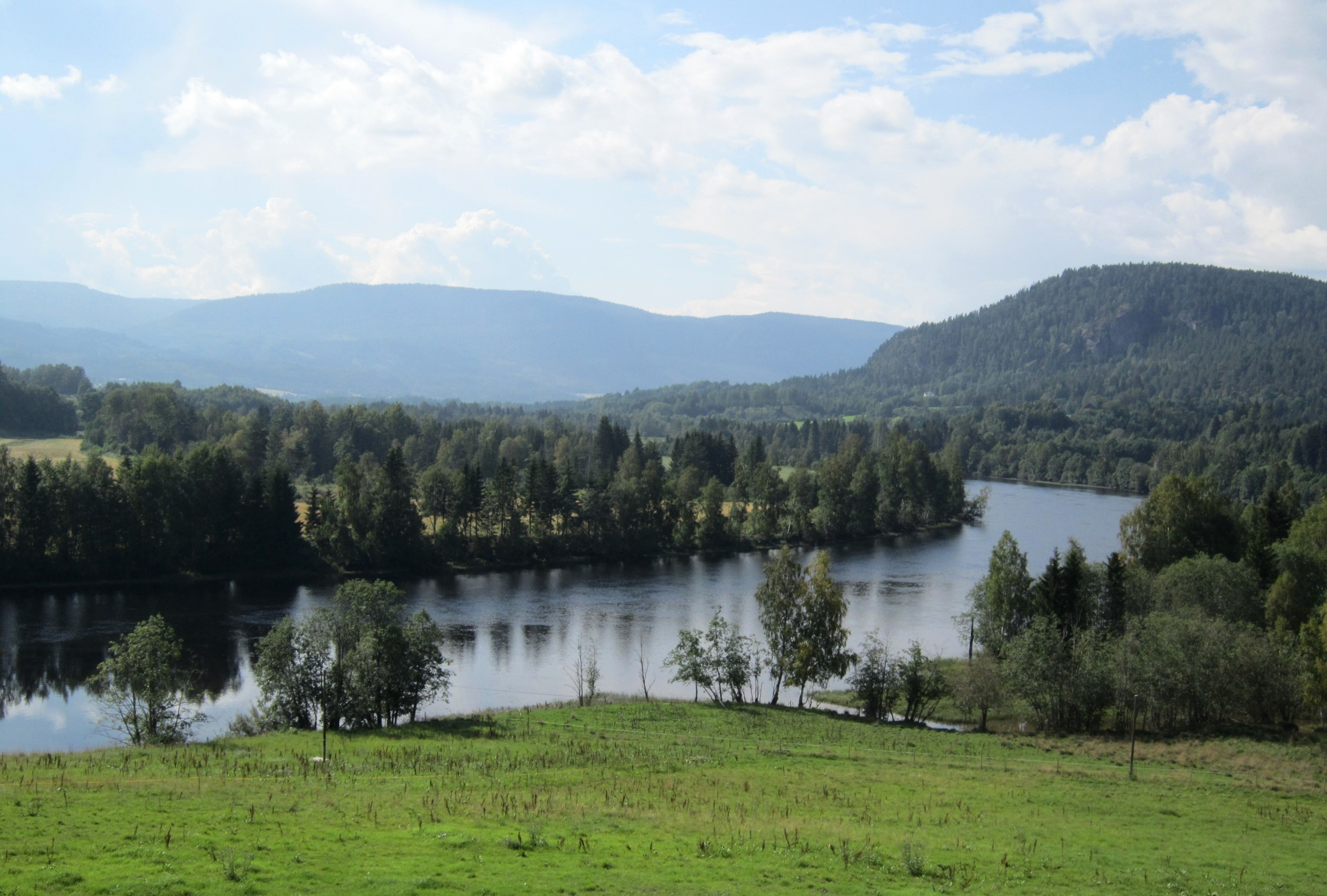
Numedalslågen في Komnes في Sandsvær

## أنظر أيضا
- Gudbrandsdalslågen
- قائمة أنهار النرويج